# Acanthormius longiradialis
Acanthormius longiradialis är en stekelart som beskrevs av Van Achterberg 2000. Acanthormius longiradialis ingår i släktet Acanthormius och familjen bracksteklar. Inga underarter finns listade i Catalogue of Life.